# Microsoft Visual Source Safe
Microsoft Visual SourceSafe (Visual SourceSafe, VSS) — програмний продукт компанії Майкрософт, файл-серверна система управління версіями, призначена для невеликих команд розробників. VSS зберігає файли в спільному репозиторії, надаючи до них доступ одночасно кільком користувачам. Для кожного файлу зберігається повна історія змін.
VSS входив до складу Microsoft Visual Studio і був інтегрований з іншими продуктами цього пакету; є доступним лише для платформи Windows. Версію для Unix підтримує компанія MainSoft.

## Історія
Спершу продукт розроблявся компанією One Tree Software. Було зроблено декілька випусків One Tree SourceSafe, з версіями для DOS, OS/2, Windows, Windows NT, Macintosh та Unix. Після того, як Майкрософт купила One Tree Software 1994 року, було зупинено розробку всіх версій продукту, окрім версії для Windows. Microsoft Visual SourceSafe 3.1 для 16-розрядної Windows — це, по суті, версія 3.0 від One Tree під новим іменем. У вересні 1995 року вийшла версія 4.0, вже від Майкрософт.
Спочатку SourceSafe був не клієнт-серверним застосунком, а файл-серверним. Це було прийнятно для невеличких команд, що працюють в одній локальній мережі, але у великих та/або розподілених команд з використанням SourceSafe виникали великі труднощі. Саме файловий доступ був джерелом негараздів: повний доступ до всіх файлів уможливлював пошкодження даних. Багато користувачів намагались зменшити ризик втрати даних, час від часу запускаючи утиліту перевірки цілості бази даних, що входить до складу SourceSafe.
У листопаді 2005 року вийшла оновлена версія продукту — Visual SourceSafe 2005, у якій з'явився клієнт-серверний режим роботи. Ця версія розповсюджувалася разом з Visual Studio 2005 Team System, але не була включена у Visual Studio 2008 Team System. На заміну SourceSafe було запропоновано новий продукт Майкрософт — Team Foundation Server.
Майкрософт більше не поширює SourceSafe з новими версіями Visual Studio. Для невеликих команд розробників пропонується Team Foundation Server Basic.